# Кадочников Павло Петрович
Павло Петрович Кадочников (рос. Павел Петрович Кадочников; 16 (29) липня 1915, Петроград — 2 травня 1988, Москва, Російська РФСР) — радянський російський актор. Лауреат Державної премії СРСР (1948, 1949, 1951). Народний артист СРСР (1979). Герой Соціалістичної Праці (1987).
Закінчив Ленінградський театральний інститут, (1935). Працював у Ленінградському Новому Театрі юного глядача.

## Фільмографія
- 1935: «Повноліття» — Михась
- 1938: «Людина з рушницею» — солдат з насінням
- 1940: «Яків Свердлов» — Максим Горький / Льонька Сухов в молодості
- 1940: «Розгром Юденича» — Сенюшкін
- 1941: «Антон Іванович сердиться» — Олексій Мухін, композитор
- 1941: «Кіноконцерт 1941 року» — моряк в номері Максима Михайлова
- 1942: «Оборона Царицина» — М. О. Руднєв
- 1945: «Іван Грозний» — Володимир Андрійович Старицький
- 1945: «Здрастуй, Москва!» — Костянтин Миколайович Златогоров, ремонтний слюсар паровозного депо
- 1947: «Робінзон Крузо» — Робінзон Крузо
- 1947: «Блакитні дороги» — капітан Ратанов
- 1947: «Подвиг розвідника» — майор Олексій Федотов, він же Генріх Еккерт
- 1948: «Дорогоцінні зерна» — Іван Гаврилович Архипов, агроном
- 1948: «Повість про справжню людину» — Олексій Маресьєв
- 1949: «У них є Батьківщина» — підполковник Олексій Петрович Добринін
- 1950: «Далеко від Москви» — Олексій Миколайович Ковшов, заступник головного інженера будівництва
- 1950: «Змова приречених» — Макс Вента
- 1951: «Пржевальський» — член географічного товариства
- 1954: «Велика родина» — Скобелєв Овсій Костянтинович, інженер, начальник бюро технічної інформації
- 1954: «Запасний гравець» — кіноактор Іван Іванович Свєтланов / Дєдушкін
- 1955: «Приборкувачка тигрів» — Федір Єрмолаєв
- 1955: «Педагогічна поема» — М. Горький
- 1956: «Таланти і шанувальники» — Петро Єгорович Мелузов, молода людина, недавній студент
- 1956: «Медовий місяць» — Олексій Миколайович Рибальченко
- 1957: «Пролог» — М. Горький
- 1957: «Під золотим орлом» — Андрій Макаров, севастопольський матрос
- 1959: «Син Ірістона» — поручик Дзамболат Дзахсоров
- 1960: «Російський сувенір» — Гомер Джонс, секретар містера Скотта, американський письменник канадського походження
- 1963: «Найповільніший поїзд» — кореспондент
- 1964: «Державний злочинець» — Олексій Басов
- 1965: «Музиканти одного полку» — барітоніст Ігор Чулковський на прізвисько «Дикий»
- 1967: «Продавець повітря» — професор Енгельбрект
- 1968: «Снігуронька» — цар Берендей
- 1971: «Прощання з Петербургом» — Павло Максимов
- 1972: «Повернення скрипки» — Маковський
- 1974: «У Баку дмуть вітри» — Каштанов
- 1975: «Одинадцять надій» — глядач на кориді
- 1977: «Незакінчена п'єса для механічного піаніно» — Іван Іванович Трилецький
- 1978: «Сюди не залітали чайки» — Роман, сплавник лісу
- 1978: «Сибіріада» — Вічний дід
- 1978: «Територія» — Васильчіков Константин Сергійович, тракторист
- 1978: «Шукай вітру...» — Сергій Сергійович, конезаводчик
- 1979: «Кілька днів із життя І. І. Обломова» — Його Величність Павло Петрович
- 1979: «Ти тільки не плач» — Борис Платонович
- 1980: «Санта Есперанса» — дон Лоренсо
- 1980: «Розповідь невідомої людини» — граф Орлов
- 1980: «Благочестива Марта» — капітан Урбіна, наречений доньї Марти
- 1980: «Ідеальний чоловік» — лорд Кавершем, батько лорда Горінга
- 1980: «Сицилійський захист» — Андріан Костянтинович, директор музею
- 1981: «Скажені гроші» — Григорій Борисович Кучумов
- 1981: «Сільва» — Фердинанд фон Фельзе «Феррі», імпресаріо Сільви
- 1981: «Проданий сміх» — барон Троч
- 1981: «Зниклі серед живих» — Федір Борисович Кашлев «Нирок»
- 1981: «Наше покликання» — Микола Іванович Гудков, заслужений вчитель
- 1981: «Ленін в Парижі» — Поль Лафарг
- 1981: «Ніч на четвертому колі» —  Гудзь
- 1981: «Два рядки дрібним шрифтом» — Бартеньєв, науковий керівник Голубкова
- 1983: «Пригоди Шерлока Холмса і доктора Ватсона: Скарби Агри» — майор Шолто
- 1983: «Я тебе ніколи не забуду» — провідник
- 1983: «Карантин» — прадід
- 1984: «Блискучий світ» — Саддам Дауговет — мільярдер, таємний правитель держави/Чаппі Дауговет — міністр таємної поліції
- 1984: «Блондинка за рогом» — член-кор Огурцов
- 1984: «Останній візит» — Чівер
- 1986: «Я — вожатий форпосту» — Микола Іванович Гудков
- 1986: «Очі чорні» — чиновник в Петербурзі
- 1987: «Поразка» — Голіцин, член-кореспондент АН СРСР
- 1987: «Срібні струни» — Антип Савельїч